# Casa consistorial de Jorcas
La casa consistorial de Jorcas es un edificio situado en la localidad turolense de Jorcas (España), sede del ayuntamiento del municipio homónimo. Se trata de un edificio de dos plantas, con tejado de dos aguas, y con una lonja con tres arcos en la planta baja, como es costumbre en el sur de Aragón. Fue construida en 1597, y restaurada en el siglo XX.